# Campeonato Gaúcho de Futebol Feminino
O Campeonato Gaúcho de Futebol Feminino é uma competição de futebol realizada anualmente pela Federação Gaúcha de Futebol. Até 2017 era promovida pela Associação Gaúcha de Futebol Feminino com a chancela da Federação. Trata-se do primeiro nível do futebol feminino no Estado do Rio Grande do Sul e teve sua primeira edição realizada no ano de 1983. O primeiro campeão foi o Internacional, de Porto Alegre. A competição garante uma vaga ao representante do Estado em competições nacionais. Até 2016 promovia para Copa do Brasil de Futebol Feminino, entre 2017 e 2021 promovia para o Campeonato Brasileiro de Futebol Feminino - Série A2. E desde 2022 promove para o Campeonato Brasileiro de Futebol Feminino - Série A3.

## História do futebol feminino no Rio Grande do Sul
Há poucos registros sobre as orignes do Futebol Feminino no Rio Grande do Sul. Como não havia cobertura esportiva especializada, é preciso confiar em anotações e na memória de pessoas que vivenciaram a época. O futebol feminino começou a dar seus primeiros passos de forma institucionalizada na década de 1980, porém não se desenvolveu adequadamente, atingindo seu ápice somente em meados da década de 1990. No início, era comum que muitas mulheres, além de jogar futebol de campo, também praticassem paralelamente o futebol de salão, já que a falta de equipes, campeonatos e infra-estrutura do futebol de campo acabassem levando muitas atletas ao salão. Aparentemente aconteceram torneios estaduais entre 1980 e 1982, organizados pela Liga de Futebol Feminino, tendo como principais expoentes as equipes do Pepsi Bola e do Grêmio Esporte Clube. Em reportagem do Jornal dos Sports do Rio de Janeiro, é citado o Grêmio EC como campeão estadual de 1982, derrotando o Pepsi Bola na final por 2 a 1.
Foi em 1983 que o Internacional, de Porto Alegre, criou o seu departamento de futebol feminino e já em 1987 alcança o terceiro lugar do Campeonato Brasileiro, realizado em Campinas. Em 1983, também há relatos da realização do primeiro Campeonato Gaúcho, organizado pela FGF. O Internacional foi o vencedor desta primeira edição, que contou com a participação de seis equipes. Em 1984 conquista o bicampeonato. Segundo, Duda Luzelli o clube conquistou também as edições de 1985, 1986 e 1987, porém não há confirmação, até o momento, de que estes campeonatos de fato foram realizados. Por isso não constam na lista.
Entre 1988 e 1991 o futebol feminino não se efetivou como instituição, talvez por falta de incentivo às equipes, pois mulheres já mostravam interesse em praticar o esporte. No período de 1988 a 1991 apenas há indícios do Sport Club Internacional como instituição esportiva da modalidade, o que não descarta a existência de outras equipes amadoras. Somente em 1993 é formada a Seleção Gaúcha de Futebol Feminino.
Em 1996 ocorre a reabertura do Futebol Feminino no Sport Club Internacional, por iniciativa de Eduarda Marranghello Luizelli, a Duda. No ano seguinte, em 1997, o Grêmio Foot-Ball Porto Alegrense também abre seu departamento feminino. No ano seguinte, há a volta da disputa do campeonato gaúcho da modalidade. O Internacional conquista o título e Grêmio acaba na terceira posição.
Em 2000 e 2001 o Grêmio conquista o bicampeonato gaúcho e no final do ano seguinte, encerra as atividades na modalidade. No ano 2000 o adversário foi o rival Internacional e obteve o título com duas vitórias: No Beira-rio, Inter 1X5 Grêmio e, no Olímpico, Grêmio 2X0 Inter. Já em 2001 o Grêmio voltou a vencer o Internacional, mas desta vez por 2 a 1 e 1 a 0. Em 2004, Duda cria a Equipe Duda/P.A Lazio com jovens meninas esportistas vindas da escolinha do Sport Club Internacional. Duda é uma das figuras centrais do futebol feminino do Estado, mantendo até os dias atuais a Escola da Duda, escola de futebol feminino e masculino, que foi e é responsável por diversas parcerias com Clubes do Estado na disputa de competições estaduais e nacionais.
Em 2010, por intermédio de Carlos Alberto de Souza, o professor Neco, foi fundada a Associação Gaúcha de Futebol Feminino para buscar recursos via lei de incentivo e convênios e para viabilizar, fomentar e valorizar as pessoas que trabalham com a modalidade, com criação de empregos e geração renda, garantindo o futuro da modalidade no Estado. A Associação ficou responsável pela organização dos certames, função que Neco já exercia indiretamente desde 2008.
Em setembro de 2016, a Conmebol divulgou o seu novo estatuto e regulamento de licença de clubes que traz uma série de normas novas às confederações afiliadas à entidade. As equipes que disputarem a Copa Sul-Americana ou a Libertadores precisarão se adequar às regras de licenciamento. Dentre elas, está a obrigação de ter uma equipe de futebol feminino. A Conmebol deu um prazo de dois anos (até 2019) para adaptação. Prontamente, já em 2017, os dois grandes clubes do Estado mobilizaram-se para retomar as atividades na modalidade feminina, Grêmio garantiu uma vaga para a disputa do Campeonato Brasileiro de Futebol Feminino de 2017 e montou um time em parceria com a Associação Gaúcha de Futebol Feminino, utilizando jogadoras da Seleção Gaúcha, o Internacional por sua vez, em parceria com a Escola da Duda realizou uma peneira no mês de março para selecionar suas novas atletas.
Em 2020, a final do campeonato gaúcho entre Internacional e Grêmio, pela primeira vez foi transmitida ao vivo em TV aberta, pela RBS TV.

## Edições

### Campeonato Gaúcho
| Ano                                                           | Org.     | Campeão             | Placares                 | Vice-campeão         | Terceiro colocado     | Quarto colocado       |
| ------------------------------------------------------------- | -------- | ------------------- | ------------------------ | -------------------- | --------------------- | --------------------- |
| 1983                                                          | FGF      | Internacional (1)   | —                        | Grêmio               | Internacional-SM      | Esportivo             |
| 1984                                                          | FGF      | Internacional (2)   | —                        | Esportivo            | SACC                  | Canoas                |
| 1985                                                          | FGF      |                     |                          |                      |                       |                       |
| 1986                                                          | FGF      |                     |                          |                      |                       |                       |
| 1987                                                          | FGF      |                     |                          |                      |                       |                       |
| O Campeonato Gaúcho Feminino não foi realizado de 1988 a 1996 |          |                     |                          |                      |                       |                       |
| 1997                                                          | FGF      | Internacional (3)   | 1 – 1 (4 – 3 pen.)       | Gramadense           | Grêmio                | Tamoio                |
| 1998                                                          | FGF      | Internacional (4)   | 4 – 4 2 – 0              | Grêmio               | Brasil de Pelotas     | Pelotas               |
| 1999                                                          | FGF      | Internacional (5)   | 3 – 0 6 – 2              | Grêmio               | Pelotas               | Brasil de Pelotas     |
| 2000                                                          | FGF      | Grêmio (1)          | 4 – 4 2 – 0              | Internacional        | Juventude             | Pelotas               |
| 2001                                                          | FGF      | Grêmio (2)          | 2 – 1 1 – 0              | Internacional        | Juventude             | Pelotas               |
| 2002                                                          | FUNDERGS | Internacional (6)   | 2 – 1 4 – 3              | Grêmio               | Pelotas               | Montanha              |
| 2003                                                          | FUNDERGS | Internacional (7)   | 3 – 1                    | Veranópolis          | Phoenix               | Dullius               |
| 2004                                                          | FUNDERGS | Juventude (1)       | —                        | Lazio                | —                     | —                     |
| 2005                                                          | FGF      | Juventude (2)       | 4 – 1                    | Vernisul             | Pelotas               | Juventude B           |
| 2006                                                          | LIGAFA   | Juventude (3)       | 2 – 0                    | Vernisul             | Lazio                 | Pelotas               |
| O Campeonato Gaúcho Feminino não foi realizado em 2007        |          |                     |                          |                      |                       |                       |
| 2008                                                          | —        | Pelotas (1)         | 2 – 2 (3 – 2 pen.)       | Juventude            | Porto Alegre          | Flamengo de Alegrete  |
| 2009                                                          | —        | Torrense (1)        | 3 – 0                    | Black Show           | Porto Alegre          | Pelotas               |
| 2010                                                          | AGFF     | Canoas (1)          | 1 – 0                    | Flamengo de Alegrete | Torrense              | Rey Sol               |
| 2011                                                          | AGFF     | Flores da Cunha (1) | 1 – 0 0 – 1 (7 – 6 pen.) | Internacional        | Canoas                | Atlântico             |
| 2012                                                          | AGFF     | Tapejarense (1)     | 3 – 1 4 – 1              | Ijuí                 | Rio Grande            | Alvorada              |
| 2013                                                          | AGFF     | Atlântico (1)       | 4 – 2 2 – 3              | Canoas               | Tapejarense           | Pelotas               |
| 2014                                                          | AGFF     | Onze Unidos (1)     | 2 – 1 3 – 0              | Canoas               | Ijuí                  | Black Show            |
| 2015                                                          | AGFF     | Canoas (2)          | 2 – 2 2 – 0              | Atlântico            | Pelotas               | Black Show            |
| 2016                                                          | AGFF     | Canoas (3)          | 4 – 0 3 – 0              | Black Show           | Pelotas               | Atlântico             |
| 2017 (detalhes)                                               | AGFF     | Internacional (8)   | 0 – 2 3 – 1 (2 – 1 pen.) | Grêmio               | Black Show            | Guarani               |
| 2018 (detalhes)                                               | FGF      | Grêmio (3)          | 0 – 0 1 – 1 (5 – 3 pen.) | Internacional        | Estrela               | Brasil de Farroupilha |
| 2019 (detalhes)                                               | FGF      | Internacional (9)   | 4 – 2                    | Grêmio               | Brasil de Farroupilha | Oriente               |
| 2020 (detalhes)                                               | FGF      | Internacional (10)  | 2 – 1                    | Grêmio               | Brasil de Farroupilha | Estrela               |
| 2021 (detalhes)                                               | FGF      | Internacional (11)  | 1 – 1 (4 – 3 pen.)       | Grêmio               | Flamengo de São Pedro | Brasil de Farroupilha |
| 2022 (detalhes)                                               | FGF      | Grêmio (4)          | 1 – 1 4 – 1              | Internacional        | Juventude             | Elite                 |
| 2023 (detalhes)                                               | FGF      | Internacional (12)  | 2 – 0 1 – 1              | Grêmio               | Juventude             | Brasil de Farroupilha |
| 2024 (detalhes)                                               | FGF      | Grêmio (5)          | 2 – 0 1 – 1              | Internacional        | Juventude             | Brasil de Farroupilha |

## Títulos por equipe
| Clube                             | Títulos | Anos dos Títulos                                                        | Vice | Anos dos Vice-Campeonatos                             |
| --------------------------------- | ------- | ----------------------------------------------------------------------- | ---- | ----------------------------------------------------- |
| Internacional (Porto Alegre)      | 12      | 1983, 1984, 1997, 1998, 1999, 2002, 2003, 2017, 2019, 2020, 2021 e 2023 | 6    | 2000, 2001, 2011, 2018, 2022 e 2024                   |
| Grêmio (Porto Alegre)             | 5       | 2000, 2001, 2018, 2022 e 2024                                           | 9    | 1983, 1998, 1999, 2002, 2017, 2019, 2020, 2021 e 2023 |
| Canoas (Canoas)                   | 3       | 2010, 2015 e 2016                                                       | 2    | 2013 e 2014                                           |
| Juventude (Caxias do Sul)         | 3       | 2004, 2005 e 2006                                                       | 1    | 2008                                                  |
| Atlântico (Erechim)               | 1       | 2013                                                                    | 1    | 2015                                                  |
| Pelotas (Pelotas)                 | 1       | 2008                                                                    | 0    |                                                       |
| Torrense (Torres)                 | 1       | 2009                                                                    | 0    |                                                       |
| Flores da Cunha (Flores da Cunha) | 1       | 2011                                                                    | 0    |                                                       |
| Tapejarense (Tapejara)            | 1       | 2012                                                                    | 0    |                                                       |
| Onze Unidos (Cachoeirinha)        | 1       | 2014                                                                    | 0    |                                                       |
| Vernisul (Canoas)                 | 0       |                                                                         | 2    | 2005 e 2006                                           |
| Esportivo (Bento Gonçalves)       | 0       |                                                                         | 1    | 1984                                                  |
| Gramadense (Gramado)              | 0       |                                                                         | 1    | 1997                                                  |
| Veranópolis (Veranópolis)         | 0       |                                                                         | 1    | 2003                                                  |
| Flamengo (Alegrete)               | 0       |                                                                         | 1    | 2010                                                  |
| Ijuí (Ijuí)                       | 0       |                                                                         | 1    | 2012                                                  |
| Black Show (Guaíba)               | 0       |                                                                         | 1    | 2016                                                  |

## Edição atual
| Equipe                | Cidade          | Estádio              | Títulos             | Ref.   |
| --------------------- | --------------- | -------------------- | ------------------- | ------ |
| Brasil de Farroupilha | Farroupilha     | Castanheiras         | 0 (não possui)      | [ 11 ] |
| Cruzeiro-RS           | Porto Alegre    | Arena Cruzeiro       | 0 (não possui)      | [ 11 ] |
| Elite                 | Santo Ângelo    | Bertholdo Christmann | 0 (não possui)      | [ 11 ] |
| Flamengo de São Pedro | Tenente Portela | Miraguai             | 0 (não possui)      | [ 11 ] |
| Futebol com Vida      | Viamão          | CT Futebol com Vida  | 0 (não possui)      | [ 11 ] |
| Grêmio                | Porto Alegre    | Antônio Vieira Ramos | 4 (último em 2022)  | [ 11 ] |
| Guarany de Bagé       | Bagé            | Estrela D'Alva       | 0 (não possui)      | [ 11 ] |
| Internacional         | Porto Alegre    | SESC Protásio Alves  | 11 (último em 2021) | [ 11 ] |
| Juventude             | Caxias do Sul   | Campo da Fras-Le     | 3 (último em 2006)  | [ 11 ] |
| Vidal Pro             | Porto Alegre    | SESC Protásio Alves  | 0 (não possui)      | [ 11 ] |